# Dolichopeza domingensis
Dolichopeza domingensis är en tvåvingeart som beskrevs av Alexander 1939. Dolichopeza domingensis ingår i släktet Dolichopeza och familjen storharkrankar. Inga underarter finns listade i Catalogue of Life.